# Argynnini
Argynnini — триба денних метеликів родини Сонцевики (Nymphalidae). Більшість видів живуть в холодних регіонах північної півкулі, але деякі з них зустрічаються в Південній Америці та Африці. За оцінками на сьогоднішній день триба налічує трохи більше 100 видів.

## Роди
- Euptoieta Doubleday 1848
- Yramea Reuss 1920
- Boloria Moore, 1900
- Issoria Hübner 1819
- Brenthis Hübner 1819
- Argynnis Fabricius 1807
- Speyeria Scudder 1872